# Oberschlesien (czasopismo)
Oberschlesien (pol. „Górny Śląsk”) to niemieckojęzyczne czasopismo zajmujące się tematyką Górnego Śląska. 
Jest to dwutygodnik wydawany w Niemczech i w Polsce z różnymi lokalnymi dodatkami. W 2005 roku nakład wynosił 12200 egzemplarzy, z czego 4200 w Polsce. W Niemczech czasopismo rozprowadzane jest na zasadzie prenumeraty, w Polsce dodatkowo jest sprzedawane w kioskach.
Pierwotnie czasopismo nosiło tytuł „Unser Oberschlesien” (pol. „Nasz Górny Śląsk”), pierwszy numer wydano w 1951 w wydawnictwie Chmielorz Verlag w Wiesbaden. W 1968 roku „Unser Oberschlesien” osiągnął nakład 24000 egzemplarzy. W 2001 roku czasopismo zostało przejęte przez wydawnictwo Senfkorn Verlag A. Theisen z Görlitz. Od tego momentu dwutygodnik jest również wydawany w Górze Świętej Anny. W 2005 roku zmieniono tytuł czasopisma na „Oberschlesien” i dodano podtytuł „Zeitung für die Oberschlesier in Ost und West” (pol. „Gazeta dla Górnoślązaków na Wschodzie i Zachodzie”).